# Jawor (stacja kolejowa)
Jawor – stacja kolejowa w Jaworze, w województwie dolnośląskim, w Polsce.

## Ruch pasażerski
| Rok  | Wymiana pasażerska na dobę |
| ---- | -------------------------- |
| 2017 | 200-299                    |
| 2022 | 300-499                    |
| 2023 | 300-499                    |

## Historia
W sierpniu 2017 PKP podpisały z przedsiębiorstwem SKB umowę na modernizację dworca.
Od 20 grudnia 2017 przed dworzec docierają autobusy komunalnej komunikacji miejskiej (linia z Osiedla Bolka I do Starego Jawora).
21 grudnia 2018 wyremontowany dworzec został ponownie udostępniony podróżnym.